# Reynolds-Gleichungen
Die Reynolds-Gleichungen oder Reynolds-gemittelte Navier-Stokes-Gleichungen (nach Osborne Reynolds) sind eine Vereinfachung der Navier-Stokes-Gleichungen, die in der numerischen Strömungsmechanik zur Approximation turbulenter Strömungen verwendet werden. Wegen des englischen Begriffs Reynolds-Averaged Navier-Stokes equations (RANSE) werden sie auch als RANS-Gleichungen bezeichnet.

## Grundprinzip
Da für turbulente Strömungen mit technisch relevanten Reynolds-Zahlen die Navier-Stokes-Gleichungen nicht mit vertretbarem Aufwand numerisch gelöst werden können (siehe Direkte Numerische Simulation), werden die Größen in einen Mittelwert und einen Schwankungswert aufgeteilt. Hierbei wird der Mittelwert so gewählt, dass die Schwankung den Mittelwert Null hat.
Eine Möglichkeit ist die Reynolds-Mittelung, bei der über einen kleinen Zeitraum gemittelt wird, oder die Ensemble-Mittelung für instationäre Strömungen. Dadurch tauchen in den Gleichungen zusätzliche Terme auf, die mittels eines Turbulenzmodells beschrieben werden müssen.
Die RANS-Gleichungen enthalten partielle Zeitableitungen, da aber in den Gleichungen nur die Mittelwerte der Größen (Druck, Geschwindigkeit) auftauchen, müsste die Lösung stationär sein. Die Simulation sollte nach ausreichender Länge gegen den stationären Zustand konvergieren. Nur der stationäre Zustand am Ende einer ausreichend langen Simulation (Mittelungsdauer) hat Aussagekraft. Natürlich ist die Turbulenz selbst nicht stationär. Durch das Lösen der RANS-Gleichungen erhält man nur Informationen über die Mittelwerte der Größen. Alternativ kann man auch direkt die stationären Gleichungen mittels iterativer Verfahren lösen.
Darüber hinaus gibt es noch instationäre RANS-Modelle. Wegen des englischen Begriffs unsteady werden diese oftmals als URANS bezeichnet. Die Grundannahme bei diesen Modellen ist, dass die Zeitskala, auf denen Turbulenzen stattfinden, deutlich kleiner ist als die Zeitskala, mit der sich die Mittelwerte der Größen ändern. Nur wenn diese Annahme zutrifft, liefern URANS-Modelle sinnvolle Lösungen. Die Mittlungsdauer muss bei URANS demnach größer als die Zeitskala der Turbulenzen sein, aber kleiner als die Zeitskala der Mittelwerte.

## Inkompressible Probleme
In den inkompressiblen Navier-Stokes-Gleichungen werden
- die Momentanwerte der Geschwindigkeitskomponenten und des Druckes durch die jeweilige Summe von Mittelwert und statistischer Schwankung ersetzt:

{\displaystyle u_{i}={\bar {u_{i}}}+u_{i}'}

{\displaystyle p={\bar {p}}+p'}
- Dichte- und Viskositätsschwankungen vernachlässigt:

{\displaystyle {\frac {\partial \rho }{\partial t}}=0\Leftrightarrow \rho =konst.}

{\displaystyle {\frac {\partial \eta }{\partial t}}=0\Leftrightarrow \eta =konst.}
Dann ergibt sich aus der Impulsgleichung der Navier-Stokes-Gleichungen
{\displaystyle \rho {\frac {\partial u_{i}}{\partial t}}+\rho \left({\frac {\partial u_{i}u_{j}}{\partial x_{j}}}\right)=f_{i}-{\frac {\partial p}{\partial x_{i}}}+\eta {\frac {\partial }{\partial x_{j}}}\left({\frac {\partial u_{i}}{\partial x_{j}}}+{\frac {\partial u_{j}}{\partial x_{i}}}\right)}
hier notiert in Einsteinscher Summenkonvention, die inkompressible Reynoldsgemittelte Impulsgleichung:
{\displaystyle \rho {\frac {\partial {\bar {u}}_{i}}{\partial t}}+\rho \left({\frac {\partial {\bar {u}}_{i}{\bar {u}}_{j}}{\partial x_{j}}}\right)={\bar {f}}_{i}-{\frac {\partial {\bar {p}}}{\partial x_{i}}}+{\frac {\partial }{\partial x_{j}}}\left(\eta \left({\frac {\partial {\bar {u}}_{i}}{\partial x_{j}}}+{\frac {\partial {\bar {u}}_{j}}{\partial x_{i}}}\right)-\rho \underbrace {\overline {u_{i}'u_{j}'}} _{RST}\right)}
Der aus der Mittelung resultierende neue Term folgt aus der nicht zu vernachlässigenden Geschwindigkeitkorrelation: {\displaystyle {\overline {u_{i}'u_{j}'}}}. Dieser Tensor wird Reynolds-Spannungstensor (RST) genannt.

## Kompressible Probleme
Bei den kompressiblen Navier-Stokes-Gleichungen wird zusätzlich die so genannte Favre-Mittelung verwendet, um Produkte von Mittelwerten zu vermeiden. Hier ergibt sich neben dem Reynolds-Spannungstensor die turbulente kinetische Energie als weiterer unbekannter Term.